# Guaharibo
Guaharibo (Yanomamö), jedna od glavnih gupa Yanomami Indijanaca (porodica Chirianan) sa Sierra Parime na granici Venezuele i Brazila, osobito u području oko rijeke Ventuari. Alain Gheerbrant koji je posjetio pleme 1949/1950. učinio je prve snimke ovih ljudi i pružio nam obilje podataka o njima. Gvaharibi su niskog rasta,  muškarci (1,50), žene (1,30). Hodaju goli ili gotovo goli, a tijela mažu crvenom i crnom bojom. Šipčica provučena kroz nos i malena rojtica iznad spolovila, uz nešto nakita, sve je što žene nose na sebi. I muškarci i žene na ušima nose loptice od paperja.  
Prema Gheerbrantu, oni nemaju pravu poljoprivredu, pa zasade tek pokoju bananu. Hranu nalaze uglavnom u prirodi, soli nemaju. Gvaharibi 1. polovice 20. stoljeća s ulovljene divljači nisu skidali kožu, ni vadili utrobu, divljač bi tek oprljili na vatri. U prehranu je ulazilo sve što bi se našlo i ulovilo: voće, gusjenice, razni insekti. Zbog nedostatka soli Gvaharibi su jeli zemlju, pod uvjetom da je dovoljno masna. Ovakav običaj, poznat kao geofagija a prakticiran je i kod Otomaco Indijanaca iz Venezele.  Ovo se može usporediti i s jedenjem zida kod malene djece čiji roditelji izbjegavaju sol u jelu. 
Materijalna kultura Gvahariba također je dosta oskudna. Zub od zlatastog zeca pričvršćen na komad drveta služio im je kao nož. Osim ovog noža posjeduju još luk i strijelu i drvene kijače. Luk je dug oko dva metra, a vršci od strelica napravljeni su od kostiju ili bambusa otvrdnulog na vatri.
Svoje mrtve Gvaharibi spaljuju, pepeo pokupe i miješaju s biljkom onoto (daje crvenu boju), i ovime se poslije mažu po tijelu. 
Gvahariba (koncem 20. stoljeća) ima oko 12-14.000 u Venezueli i 1.500 do 2.000 u Brazilu. Sastoje se od više grupa koje se služe vlastitim dijalektima.

## Vanjske poveznice
- Investigaciones psicogenéticas de criminología primitiva entre los Yanoama de la cuenca amazónica[neaktivna poveznica]